# Novair
Novair (hoặc Nova Airlines AB, mã IATA = 1I, mã ICAO = NVR) là hãng hàng không chở khách thuê bao, trụ sở ở Stockholm (Thụy Điển). Novair có căn cứ chính tại Sân bay Stockholm-Arlanda và các tiêu điểm Sân bay Copenhagen, Sân bay Oslo, Gardermoen và Sân bay Göteborg-Landvetter. Hãng chở khách du lịch thuê bao tới Quần đảo Canaria, vùng Địa Trung Hải, châu Á và Nam Mỹ

## Lịch sử

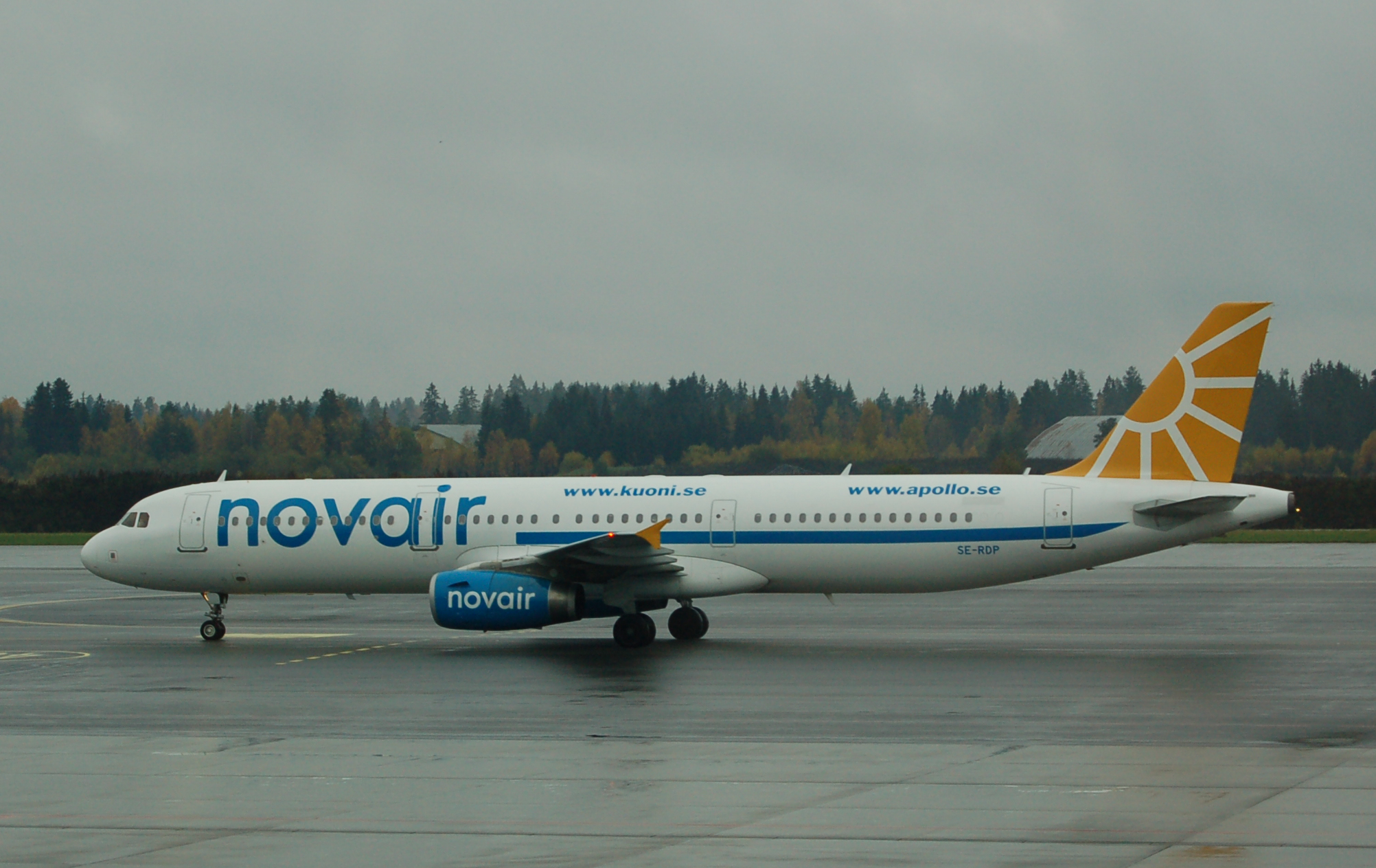
Máy bay Airbus A321 của Novair ở Sân bay Oslo, Gardermoen

Novair được thành lập năm 1997 bởi hãng du lịch "Kuoni Travel Holding". Tháng 11 năm 1997 Novair bắt đầu chở khách thuê cho hãng du lịch Apollo Reso AB (của Thụy Điển) từ Stockholm tới Quần đảo Canaria và Phuket (Thái Lan). Tháng 3 năm 2007 hãng có 369 nhân viên, trong đó 245 nhân viên phi hành. Năm 2006 hãng chở được khoảng 800.000 khách, tương đương 85% số khách của hãng du lịch Apollo Reso AB

## Các nơi đến
Châu Á
- Ấn Độ

- Goa

- Thái Lan

- Sân bay Krabi
- Sân bay quốc tế Phuket

Châu Âu
- Bulgaria

- Burgas

- Croatia

- Split

- Cộng hòa Síp

- Larnaca

- Đan Mạch

- Copenhagen

- Hy Lạp

- Athens
- Chania
- Heraklion
- Karpathos
- Kefalonia
- Mytilini
- Preveza
- Rhodos
- Santorini
- Skiathos
- Thessaloniki

- Tây Ban Nha

- Arrecife
- Fuerteventura
- Las Palmas
- Tenerife

- Thụy Điển

- Stockholm
- Göteborg

- Thổ Nhĩ Kỳ

- Antalya

Châu Phi
- Ai Cập

- Hurgada
- Sharm el-Sheikh

Nam Mỹ
- Brasil

- Recife

## Đội máy bay
Đội máy bay của Novair (ngày 9.6.2008):
- 3 Airbus A321-231
- 1 Airbus A330-243 (thuê của hãng Orbest, Bồ Đào Nha)